# Wahlkreis Zwickau, Land I
Der Wahlkreis Zwickau, Land I war ein Landtagswahlkreis zur Landtagswahl in Sachsen 1990, der ersten Landtagswahl nach der Wiedergründung des Landes Sachsen. Er hatte die Wahlkreisnummer 69.
Der Wahlkreis umfasste große Teile des Landkreises Zwickau-Land: Cainsdorf, Crossen, Culitzsch, Cunersdorf, Ebersbrunn, Friedrichsgrün, Härtensdorf, Hirschfeld, Kirchberg, Leutersbach, Lichtentanne, Mosel, Mülsen St. Jacob, Mülsen St. Micheln, Mülsen St. Niclas, Niedercrinitz, Niedermülsen, Obercrinitz, Oberrothenbach, Ortmannsdorf, Reinsdorf, Rottmannsdorf, Saupersdorf, Schneppendorf, Schönfels, Silberstraße, Stangendorf, Stangengrün, Stenn, Thurm, Vielau, Wiesenburg, Wildenfels, Wilkau-Haßlau, Wolfersgrün und Wulm.
Für die Landtagswahlen 1994 wurde auch infolge der Kreisreform die Wahlkreisstruktur verändert, zudem wurde die Zahl der Wahlkreise von 80 auf 60 verringert. Das Gebiet des Wahlkreises Zwickau, Land I wurde Teil des Wahlkreises Zwickauer Land 1.

## Ergebnisse
Die Landtagswahl 1990 fand am 14. Oktober 1990 statt und hatte folgendes Ergebnis für den Wahlkreis Zwickau, Land I:
| Direktkandidat  | Partei (Kürzel) | Erststimmen (%) | Zweitstimmen (%) |
| --------------- | --------------- | --------------- | ---------------- |
|                 | DA              | -               | 00,5             |
| Christian Hauck | CDU             | 56,6            | 60,3             |
|                 | Chr. L          | -               | 00,7             |
|                 | DBU             | -               | 00,4             |
|                 | DSU             | 03,8            | 02,5             |
|                 | F.D.P.          | 08,9            | 06,0             |
|                 | LL-PDS          | 07,1            | 06,8             |
|                 | NPD             | -               | 00,5             |
|                 | FORUM           | 05,3            | 04,0             |
|                 | RAP             | -               | 00,1             |
|                 | SHB             | -               | 00,1             |
|                 | SPD             | 18,2            | 18,3             |

Es waren 54.411 Personen wahlberechtigt. Die Wahlbeteiligung lag bei 78,4 %. Von den abgegebenen Stimmen waren 2,4 % ungültig. Als Direktkandidat wurde Christian Hauck (CDU) gewählt. Er erreichte 56,6 % aller gültigen Stimmen.